# Die selige Exzellenz (film 1927)
Die selige Exzellenz è un film muto del 1927 diretto da Adolf E. Licho e Wilhelm Thiele

## Produzione
Il film fu prodotto dall'Universum Film (UFA).

## Distribuzione
Distribuito in Germania dalla Paramount-Ufa-Metro-Verleihbetriebe GmbH (Parufamet) con il visto di censura B.15325 che ne permetteva la visione a tutti, il film fu presentato il 16 settembre 1927 all'Ufa-Palast am Zoo di Berlino.